# 三齿躄鱼
三齿躄鱼（学名：Antennarius pinniceps）为躄鱼科躄鱼属的鱼类。分布于印度洋非洲东岸、东至太平洋所罗门群岛、北至日本以及中国南海、台湾海峡、东海等海域，属于近海暖水性底层小型鱼类。其多栖息于热带、亚热带海洋中、常潜伏于海湾滩涂、浅海岩礁以及海藻丛生处及珊瑚丛中。该物种的模式产地在長崎。

## 扩展阅读
維基物種上的相關：三齿躄鱼